# Дипломатически мисии на Андора
Това е списък на посолствата и консулствата на Андора по целия свят.

## Европа
- Австрия
  - Виена (посолство)
- Белгия
  - Брюксел (посолство)
- Великобритания
  - Лондон (посолство)
- Испания
  - Мадрид (посолство)
- Португалия
  - Лисабон (посолство)
- Франция
  - Париж (посолство)

## Междудържавни организации
- - Брюксел - ЕС
  - Ню Йорк - ООН
  - Париж - ЮНЕСКО
  - Страсбург - Съвет на Европа